# Lissonota nigridens
Lissonota nigridens là một loài tò vò trong họ Ichneumonidae.